# Manchester Trophy
Il Manchester Trophy è un torneo professionistico di tennis giocato sull'erba, che dal 2017 fa parte del circuito ITF femminile. Tra il 1995 e il 2016 aveva fatto parte invece dell'ATP Challenger Tour. Si gioca annualmente al Northern Lawn Tennis Club di Manchester in Gran Bretagna. Nato nel 1880, era stato uno dei tornei più importanti al mondo e divenne il Manchester Open del circuito maggiore. Quest'ultimo fu spostato a Nottingham nel 1995, e quell'anno ebbe inizio il Manchester Trophy.

## Storia
Prima della creazione della International Lawn Tennis Federation e dei suoi campionati del mondo nel 1913, il torneo di Manchester era considerato uno dei quattro maggiori eventi tennistici mondiali, insieme a Wimbledon, gli U.S. National championships e gli Irish Open. Dalla prima edizione del 1880 fino alla fine degli anni 1920 fu disputato in alternanza a Manchester e a Liverpool. Tra il 1970 e il 1989 fece parte del Grand Prix Tennis Tour maschile ed era conosciuto come Greater Manchester Grass Court Tennis Championships. Nel 1990 entrò a far parte delle ATP International Series e nel 1995 fu spostato a Nottingham. Quello stesso anno fu creato il Manchester Trophy, sempre sui campi del Northern Lawn Tennis Club, e fu inserito nell'ATP Challenger Tour. Nel 2015 si tornò a giocare dopo 5 stagioni e l'ultima edizione maschile fu quella del 2016. L'anno dopo ebbe inizio il torneo femminile.

## Albo d'oro

### Singolare femminile
| Anno | Campionessa                               | Finalista                                 | Punteggio                                 |
| ---- | ----------------------------------------- | ----------------------------------------- | ----------------------------------------- |
| 2020 | Non disputato per la pandemia di COVID-19 | Non disputato per la pandemia di COVID-19 | Non disputato per la pandemia di COVID-19 |
| 2019 | Magda Linette                             | Zarina Diyas                              | 7–6(1), 2–6, 6–3                          |
| 2018 | Ons Jabeur                                | Sara Sorribes Tormo                       | 6–2, 6–1                                  |
| 2017 | Zarina Diyas                              | Aleksandra Krunić                         | 6–4, 6–4                                  |

### Doppio femminile
| Anno | Campionesse                               | Finaliste                                 | Punteggio                                 |
| ---- | ----------------------------------------- | ----------------------------------------- | ----------------------------------------- |
| 2020 | Non disputato per la pandemia di COVID-19 | Non disputato per la pandemia di COVID-19 | Non disputato per la pandemia di COVID-19 |
| 2019 | Duan Yingying Zhu Lin                     | Robin Anderson Laura Ioana Paar           | 6–4, 6–3                                  |
| 2018 | Luksika Kumkhum Prarthana Thombare        | Naomi Broady Asia Muhammad                | 7–6(5), 6–3                               |
| 2017 | Magdalena Fręch An-Sophie Mestach         | Chang Kai-chen Marina Eraković            | 6–4, 7–6(5)                               |

### Singolare maschile
| Anno       | Campione               | Finalista           | Punteggio        |
| ---------- | ---------------------- | ------------------- | ---------------- |
| 2016       | Dustin Brown           | Lu Yen-hsun         | 7–6(5), 6–1      |
| 2015       | Samuel Groth           | Luke Saville        | 7–5, 6–1         |
| 2014– 2010 | Non disputato          | Non disputato       | Non disputato    |
| 2009       | Olivier Rochus         | Igor Sijsling       | 6–3, 4–6, 6–2    |
| 2008       | Björn Rehnquist        | Richard Bloomfield  | 7–6(8), 0–6, 6–3 |
| 2007       | Harel Levy             | Travis Rettenmaier  | 6–2, 6–4         |
| 2006       | Harsh Mankad           | Joshua Goodall      | 7–6(1), 7–6(4)   |
| 2005       | Daniele Bracciali      | Igor Zelenay        | 6–4, 6–4         |
| 2004       | Alex Bogdanović        | Michal Mertiňák     | 6–1, 6–3         |
| 2003       | Nicolas Mahut          | Gilles Elseneer     | 6–3, 7–6(5)      |
| 2002       | Vladimir Volčkov       | Karol Beck          | 6–4, 7–6(2)      |
| 2001       | Jean-François Bachelot | Jamie Delgado       | 6–4, 6–4         |
| 2000       | Mosè Navarra           | Martin Lee          | 6–4, 6–3         |
| 1999       | Igor Gaudi             | Neville Godwin      | 7–6, 6–2         |
| 1998       | Chris Wilkinson        | Stefano Pescosolido | 6–3, 6–4         |
| 1997       | Oscar Burrieza-Lopez   | Stefano Pescosolido | 7–6, 2–6, 6–1    |
| 1996       | Ben Ellwood            | Fernon Wibier       | 6–4, 6–4         |
| 1995       | Chris Wilkinson        | Christian Saceanu   | 6–4, 6–4         |

### Doppio maschile
| Anno       | Campioni                               | Finalisti                            | Punteggio           |
| ---------- | -------------------------------------- | ------------------------------------ | ------------------- |
| 2016       | Purav Raja Divij Sharan                | Ken Slupski Neal Skupski             | 6–3, 3–6, [11–9]    |
| 2015       | Chris Guccione André Sá                | Raven Klaasen Rajeev Ram             | walkover            |
| 2014– 2010 | Non disputato                          | Non disputato                        | Non disputato       |
| 2009       | Joshua Goodall (2) Jonathan Marray (2) | Colin Fleming Ken Skupski            | 6(1)–7, 6–3, [11–9] |
| 2008       | Adam Feeney Robert Smeets              | Harsh Mankad Ashutosh Singh          | 6–3, 6(5)–7, [10–6] |
| 2007       | Rohan Bopanna Aisam-ul-Haq Qureshi (2) | Jesse Huta Galung Michael Ryderstedt | 4–6, 6–3, [10–5]    |
| 2006       | Joshua Goodall (1) Ross Hutchins       | Chris Guccione Thomas Oger           | 3–6, 7–5, [10–5]    |
| 2005       | Mark Hilton Jonathan Marray (1)        | James Auckland Daniel Kiernan        | 6–3, 6–2            |
| 2004       | Jean-François Bachelot Nicolas Mahut   | Aisam-ul-Haq Qureshi Lovro Zovko     | 6–2, 6–4            |
| 2003       | Martin Lee Arvind Parmar               | Daniel Kiernan David Sherwood        | 6–3, 2–6, 6–2       |
| 2002       | Karol Beck Aisam-ul-Haq Qureshi (1)    | John Hui Anthony Ross                | 6–3, 7–6(2)         |
| 2001       | Ben Ellwood Fredrik Loven              | Wesley Moodie Shaun Rudman           | 4–6, 7–5, 6–4       |
| 2000       | Dejan Petrović Andy Ram                | Yves Allegro Ivo Heuberger           | 6–2, 7–6(1)         |
| 1999       | Jeff Coetzee Neville Godwin            | Jamie Delgado Martin Lee             | 6–4, 6–2            |
| 1998       | Mosè Navarra Stefano Pescosolido       | Wayne Arthurs Bel Ellwood            | 6–1, 6–7, 7–6       |
| 1997       | Mark Petchey (2) Danny Sapsford        | Noam Behr Filippo Veglio             | 6–3, 6–7, 7–6       |
| 1996       | Maks Mirny Lior Mor                    | Dick Norman Fernon Wibier            | 7–5, 7–6            |
| 1995       | Tim Henman Mark Petchey (1)            | Massimo Bertolini Diego Nargiso      | 6–3, 6–4            |